# 山田勝
山田 勝（やまだ まさる、1942年6月6日 - 2004年3月3日）は、英文学者、神戸市外国語大学名誉教授。
和歌山県生まれ。1965年神戸市外国語大学英米学科卒業、1970年大阪大学大学院英文学博士課程満期退学。神戸市外国語大学助教授、1981年教授。1992年シャーロック・ホームズ大賞受賞。没後名誉教授。

## 著書
- 『世紀末とダンディズム オスカー・ワイルド研究』創元社 1981
- 『世紀末の群像 イエロー・ブックと世紀末風俗』創元社 1987
- 『ダンディズム 貴族趣味と近代文明批判』日本放送出版協会〈NHKブックス〉 1989
- 『回想のベル・エポック 世紀末からの夢と享楽』日本放送出版協会〈NHKブックス〉 1990
- 『孤高のダンディズム シャーロック・ホームズの世紀末』早川書房 1991
- 『決闘の社会文化史 ヨーロッパ貴族とノブレス・オブリジェ』北星堂書店 1992
- 『イギリス人の表と裏』日本放送出版協会〈NHKブックス〉 1993
- 『イギリス貴族 ダンディたちの美学と生活』創元社 1994
- 『ドゥミモンデーヌ パリ・裏社交界の女たち』早川書房〈ハヤカワ文庫〉 1994
- 編著『オスカー・ワイルド事典 イギリス世紀末大百科』 北星堂書店 1997
- 『オスカー・ワイルドの生涯 愛と美の殉教者』日本放送出版協会〈NHKブックス〉 1999
- 『ブランメル閣下の華麗なダンディ術 英国流ダンディズムの美学』展望社 2001
- 『イギリス紳士の幕末』日本放送出版協会〈NHKブックス〉 2004。遺著

## 参考
- 『現代日本人名録』2002年
- 『人物物故大年表』